# Antomicron
Antomicron är ett släkte av rundmaskar. Antomicron ingår i familjen Leptolaimidae.
Kladogram enligt Catalogue of Life:
| Antomicron | \| \| Antomicron elegans \| \| \| \| \| \| Antomicron pellucidum \| \| \| \| |
|            | \| \| Antomicron elegans \| \| \| \| \| \| Antomicron pellucidum \| \| \| \| |
|            | Antomicron elegans                                                           |
|            |                                                                              |
|            | Antomicron pellucidum                                                        |
|            |                                                                              |